# 卿州
卿州（鄉州）是唐代黔州都督府所屬的一個羈縻州。贞观十五年（641年）置，治所在今贵州省长顺县南麻响。属黔州都督府，是唐代招撫當地土著所設置的州縣，一般由其頭人任州官，宋代屬夔州路紹慶府。南宋后废。